# Aragón (1879)
El Aragón fue un crucero desprotegido de la clase Aragón de la Armada Española, construido entre los años 1869 y 1880 en el Arsenal de Cartagena. Permaneció en servicio desde 1880 hasta 1899, después de la guerra hispano-estadounidense de 1898, cuando fue desguazado.

## Diseño
El crucero fue construido en el astillero naval de Cartagena. Estaba proyectado construirse con un casco de madera, siendo de hierro sus extremidades no acorazadas y un reducto con coraza de hierro de 22 centímetros. Los eventos políticos posteriores a la Revolución de 1868 provocaron continuos retrasos en su construcción. En 1870, su diseño fue cambiado al de un crucero desprotegido o corbeta de madera, botada de esa manera el 31 de julio de 1879, si bien fue completada a lo largo de ese año y comienzos de 1880. Su concepción original como un barco blindado y el cambio a uno sin blindaje durante la construcción la dejó con un casco de madera demasiado pesado que era obsoleto en el momento de su botadura.
Estaba diseñado para el servicio colonial. Su maquinaria fue fabricada por John Penn Company de Greenwich (Reino Unido). La batería principal original de cañones Armstrong de 203 mm (20 pulgadas) quedó obsoleta cuando se completó, y fue reemplazada rápidamente por los cañones Hontoria más modernos de 163 mm (6,4 pulgadas), una batería principal más pesada que la llevada por sus barcos gemelos Castilla y Navarra. Al ocupar el Ministerio de la Marina el almirante Juan Bautista Antequera y Bobadilla entre 1876 y 1877, se decidió convertir los buques de la Clase Aragón en cruceros dotándoles de máquinas más potentes que les permitieran alcanzar una velocidad de 15 nudos, ya que su mayor inconveniente, el casco de madera, no tenía solución.

## Historial
En 1882, el Aragón fue destinado a Filipinas, participando en las operaciones efectuadas en el Río Grande de Mindanao, junto a las goletas Sirena y Valiente, el transporte San Quintín y los cañoneros Samar, Paragua, Bulusan, Pampanga y Panay.
En la década de 1890, el Aragón fue asignado al Grupo Naval de Cádiz. Sirvió, al igual que el Navarra como buque depósito de marinería en el arsenal. En 1899, meses después del Desastre del 98, fue dado de baja, desarmado y desguazado.
Uno de los comandantes del crucero Aragón fue el almirante Patricio Montojo y Pasarón, célebre por su participación en la batalla de Cavite de 1898 en la guerra hispano-estadounidense.